# Gangaikondan
Gangaikondan (o Gaingundaun, Gangalkondan) è una suddivisione dell'India, classificata come town panchayat, di 10.254 abitanti, situata nel distretto di Cuddalore, nello stato federato del Tamil Nadu. In base al numero di abitanti la città rientra nella classe IV (da 10.000 a 19.999 persone).

## Geografia fisica
La città è situata a 8° 50' 60 N e 77° 46' 60 E e ha un'altitudine di 46 m s.l.m..

## Società

### Evoluzione demografica
Al censimento del 2001 la popolazione di Gangaikondan assommava a 10.254 persone, delle quali 5.288 maschi e 4.966 femmine. I bambini di età inferiore o uguale ai sei anni assommavano a 1.370, dei quali 705 maschi e 665 femmine. Infine, coloro che erano in grado di saper almeno leggere e scrivere erano 7.508, dei quali 4.260 maschi e 3.248 femmine.